# 이응열
이응열은 대한민국의 정원사이다. 배꼽빌라의 이재훈의 아버지로, 덕수이씨 이응열이라는 채널을 운영하고 있다.